# Пирс, Мэри
Мэри Пирс, также распространён вариант Мари Пьерс (фр. Mary Pierce; родилась 15 января 1975 года в Монреале, Канада) — французская теннисистка, бывшая третья ракетка мира в одиночном и парном рейтинге. Победительница четырёх турниров Большого шлема (два — в одиночном разряде, по разу — в женском парном разряде и миксте); финалистка пяти турниров Большого шлема (четырежды — в одиночном, один раз — в парном разряде); победительница 28 турниров WTA (18 — в одиночном разряде); двукратная обладательница Кубка Федерации (1997, 2003) в составе национальной сборной Франции. Член Международного зала теннисной славы (2019)

## Общая информация
Мэри дочь Джима(Бобби) Пирса (умер в 2017 году) и Янник Аджайи, есть младший брат Дэвид, который также был тренером Пирс. Она родилась в Канаде, а воспитывалась в США, однако всю карьеру выступала под флагом Франции.
Мэри является последователем христианства и увлекается чтением и изучением Библии, посещает церковь и участвует в миссионерских поездках в Африку. После окончания карьеры основное время проводит на острове Маврикий. Имеет двух собак породы длинношёрстная чихуахуа.
Летом 1993 года её отцу Джиму запретили посещать матчи WTA-тура из-за оскорблений в сторону дочери и её соперниц. Его дисквалифицировали после драки с болельщиком на Ролан Гаррос. После этого Мэри судилась с отцом и ему запретили приближаться к дочери. Их общение возобновилось уже после окончания карьеры Мэри.

## Спортивная карьера
Начало карьеры
Пирс начала играть на профессиональном уровне в возрасте 14 лет, будучи одним из самых молодых игроков в истории. Первый профессиональный турнир она сыграла в апреле 1989 года в Хилтон-Хед-Айленде. В мае 1990 года на Открытом чемпионате Франции состоялся её дебют на турнирах серии Большого шлема. Мэри вышла во второй раунд в одиночных соревнованиях и смогла дойти до четвертьфинала в миксте в альянсе с Крейгом Кэмпбеллом. В июле ей доверили сыграть первые матчи за сборную Франции в розыгрыше Кубка Федерации. В сентябре она вышла в первый полуфинал в WTA-туре, сделав это на турнире в Афинах. В концовке сезона 1990 года она вышла в первый свой парный финал WTA, сыграв в нём на турнире в Сан-Паулу в команде с Луэнн Спейди.
На Открытом чемпионате Франции 1991 года Пирс уже смогла пройти в третий раунд в одиночках и сыграть четвертьфинал в женской паре (с Сэнди Коллинс). В июле в возрасте 16 лет она завоевала дебютный титул WTA. Представительнице Франции удалась победа на турнире в Палермо, где она выиграла одиночные и парные соревнования. Дебютный в основной сетке Открытый чемпионат США закончился для Пирс выходом в третий раунд. Лучшим результатом в осенней части для неё стал выход в полуфинал в Сан-Хуане.
Следующий раз в полуфинал Пирс вышла в феврале 1992 года на турнире в Эссене и после него впервые поднялась в рейтинге в Топ-20. В том же месяце она стала победительницей турнира в Чезене. В мае на кортах Ролан Гаррос Мэри вышла в четвёртый раунд, а в женской паре и миксте смогла дойти до четвертьфиналов. В июле Пирс защитила свой прошлогодний титул на грунте в Палермо. В августе она впервые выступила на Олимпийских играх и проиграла там на стадии второго раунда. Открытый чемпионат США, как и Ролан Гаррос, завершился для неё выходом в четвёртый раунд. Осенью француженка выиграла ещё один турнир, став чемпионкой в Сан-Хуане.
В 1993 году Пирс дебютирует на Открытом чемпионате Австралии и впервые выходит в четвертьфинал Большого шлема в одиночном разряде. На Открытом чемпионате Франции она второй сезон подряд выходит в стадию четвёртого раунда. Летом она третий раз подряд вышла в финал в Палермо, но на этот раз проиграв его Радке Бобковой. На Открытом чемпионате США она также добирается до четвёртого раунда. В октябре Пирс выиграла свой пятый одиночный титул WTA на турнире в Фильдерштадте, где в финале переиграла Наталью Звереву со счётом 6-3 6-3. В конце сезона Мэри впервые выступила на Итоговом турнире WTA и сумела дойти до полуфинала, переиграв пятую сеянную Габриэлу Сабатини и третью Мартину Навратилову.
1994-96. Победа в Австралии и финал на Ролан Гаррос.
Сезон 1994 года Пирс начала с выхода в четвёртый раунд Австралийского чемпионата. Первый одиночный финал в том году она сыграла в марте на турнире в Хьюстоне, проиграв в нём Сабине Хак. В апреле в Хилтон-Хед-Айленде Мэри смогла выйти в полуфинал. На Открытом чемпионате Франции Пирс заявила о себе и вышла в свой первый финал Большого шлема. В полуфинале она отдала всего четыре гейма и уверенно обыграла первую ракетку мира Штеффи Граф. В борьбе за престижный трофей она уступила испанской теннисистке Аранче Санчес Викарио. Благодаря этому результату 19-летняя Пирс вошла в Топ-10 мирового рейтинга, заняв 7-ю строчку.
| Стадия  | Соперница (посев)          | Рейтинг | Счёт    |
| 1 раунд | Николь Провис              | 186     | 6-1 6-0 |
| 2 раунд | Мария-Франческа Бентивольо | 233     | 6-0 6-1 |
| 3 раунд | Лори Макнил                | 20      | 6-0 6-0 |
| 4 раунд | Аманда Кётцер              | 18      | 6-1 6-1 |
| 1/4     | Петра Риттер               | 103     | 6-0 6-2 |
| 1/2     | Штеффи Граф (1)            | 1       | 6-2 6-2 |
| Финал   | Аранча Санчес Викарио (2)  | 2       | 4-6 4-6 |

В августе 1994 года Пирс вышла в полуфинал турнира в Монреале, где у неё взяла реванш за поражение на Ролан Гаррос Штеффи Граф. На Открытом чемпионате США Мэри смогла выйти в четвертьфинал, где её обыграла Яна Новотна. С Новотной она встретилась в начале октября в финале турнира в Лейпциге и вновь проиграла. В концовке сезона Пирс ещё дважды выходила в финал — на турнирах в Фильдерштадте и Филадельфии. Оба раза в матчах за титул она проиграла немецкой спортсменке Анке Хубер. На Итоговом чемпионате француженка смогла дойти до полуфинала, обыграв в 1/4 финала лидера женской классификации Штеффи Граф. По итогам сезона 1994 года Пирс заняла пятую строчку рейтинга.
На старте сезона 1995 года Пирс одержала одну из самых важных побед в своей карьере. Она смогла выиграть первый Большой шлем на Открытом чемпионате Австралии. По ходу турнира она не проиграла ни одного сета, а финале взяла реванш за прошлогоднее поражения в финале Ролан Гаррос у Аранчи Санчес Викарио. Благодаря этому успеху, Мэри поднялась в рейтинге на третью строчку, которая оказалась самой высокой в её карьере.
| Стадия  | Соперница (посев)         | Рейтинг | Счёт    |
| 1 раунд | Тина Крижан               | 95      | 6-1 6-0 |
| 2 раунд | Элна Рейнах               | 69      | 6-1 6-2 |
| 3 раунд | Далли Рандриантефи (Q)    | 243     | 6-3 6-3 |
| 4 раунд | Анке Хубер (10)           | 10      | 6-2 6-4 |
| 1/4     | Наталья Зверева (8)       | 8       | 6-1 6-4 |
| 1/2     | Кончита Мартинес (2)      | 3       | 6-3 6-1 |
| Финал   | Аранча Санчес Викарио (1) | 2       | 6-3 6-2 |

В феврале 1995 года Пирс вышла в финал турнира в Париже, проиграв в нём в двух сетах Штеффи Граф. В мае она смогла выйти в полуфинал турнира в Риме. На Открытом чемпионате Франции Пирс выступила хуже чем в прошлом году и закончила своё выступление в четвёртом раунде. Лишь в этом сезоне она наконец-то дебютировала на Уимблдонском турнире, но не смогла преодолеть барьер второго раунда. В августе француженка вышла в полуфинал турнира в Сан-Диего. На Открытом чемпионате США она лучше всего сыграла в миксте, где в паре с Люком Дженсеном вышла в полуфинал. В сентябре Пирс выиграла второй в сезоне титул на турнире в Токио, вновь переиграв в решающем матче Аранчу Санчес Викарио. В октябре она вышла в финал турнира в Цюрихе, уступив в нём Иве Майоли.
Защита титула в Австралии в 1996 году прошла для Пирс неудачно. На стадии второго раунда она проиграла россиянке Елене Лиховцевой. Из-за этого она покинула на время пределы Топ-10 женского рейтинга. В апреле Пирс вышла в финал грунтового турнира в Амелия-Айленде, проиграв там румынке Ирине Спырля. В мае она вышла в полуфинал в Гамбурге. На Уимблдонском турнире Мэри смогла впервые добраться до стадии четвертьфинала. На своей второй в карьере Олимпиаде в Атланте Пирс выступила неудачно, выбыв на стадии второго раунда. В сентябре на турнире в Токио она выиграла парный трофей в альянсе с Амандой Кётцер.
1997-1999. Финал в Австралии и победа на кубке Федерации.
На старте сезона 1997 года Мэри Пирс смогла дойти до финала Открытого чемпионата Австралии. Во второй раз победить здесь ей не позволила восходящая звезда тенниса Мартина Хингис, для которой этот титул стал первым на Большом шлеме.
| Стадия  | Соперница (посев)     | Рейтинг | Счёт        |
| 1 раунд | Елена Лиховцева (13)  | 16      | 3-6 6-2 6-4 |
| 2 раунд | Наталья Медведева     | 93      | 6-2 6-2     |
| 3 раунд | Маркета Кохта (Q)     | 182     | 6-0 6-2     |
| 4 раунд | Анке Хубер (5)        | 7       | 6-2 6-3     |
| 1/4     | Сабин Аппельманс (16) | 18      | 1-6 6-4 6-4 |
| 1/2     | Аманда Кётцер (12)    | 14      | 7-5 6-1     |
| Финал   | Мартина Хингис (4)    | 4       | 2-6 2-6     |

Следующего финала в 1997 году Пирс достигла в апреле на грунтовом турнире в Амелия-Айленде, но в решающей матче уступила Линдсей Дэвенпорт. В мае она выигрыла первый в сезоне титул, взяв его на престижном грунтовом турнире в Риме. В финале Мэри выиграла у Кончиты Мартинес со счётом 6-4, 6-0. Ещё на одном турнире на грунте в Берлине Пирс вышла в финал, но проиграла в борьбе за главный приз Мэри-Джо Фернандес. Ролан Гаррос, Уимблдон и Открытый чемпионат США одинаково закончились для неё в четвёртом раунде. В августе Мэри вышла в полуфинал турнира в Сан-Диего. В октябре Пирс выиграла в составе французской женской команды Кубок Федерации, сыграв в финале турнира против команды Нидерландов. На Итоговом чемпионате WTA Пирс смогла выйти в финал и обагрть в четвертьфинале первую ракетку мира Мартину Хингис (6-3, 2-6, 7-5). В решающем матче она не смогла обыграть Яну Новотну — 6-7(4), 2-6, 3-6.
В начале сезона 1998 года Пирс в команде со Седриком Пьолином вышла в финал неофициального командного турнира Кубок Хопмана. На Открытом чемпионате Австралии в четвертьфинале случилось повторение прошлогоднего финала, где Пирс встретилась с Хингис. И на этот раз сильнее оказалась Мартина, завоевавшая по итогу кубок второй год подряд. В феврале Мэри Пирс выиграла зальный турнир в Париже, обыграв в финале бельгийку Доминик ван Рост. Следующий титул она выиграла в апреле на грунте в Амелия-Айленд. В финале она победила Кончиту Мартинес, а трофей стал десятым на турнирах WTA в одиночном разряде в карьере француженки. Также на этом турнире она сумела выиграть и парные соревнования в дуэте с Сандрой Касик. В августе Пирс сыграла в финале турнира в Сан-Диего, уступив в нём Линдсей Дэвенпорт. В октябре Пирс победно завершила для себя Кубок Кремля в Москве. 23-летняя француженка выиграла одиночные и парные соревнования. В одиночках она обыграла в финале Монику Селеш из США (7-6, 6-3), а в парном турнире разделила успех с Натальей Зверевой из Беларуси. Через неделю после этого она взяла ещё один титул на турнире в Люксембурге, выиграв в решающем матче у Сильвии Фарина из Италии. На Итоговом чемпионате WTA Пирс на стадии четвертьфинала уступила Мартине Хингис и завершила сезон на седьмом месте в рейтинге второй год подряд.
На старте сезона 1999 года Пирс сыграла в финале турнира в Голд-Косте и проиграла его Патти Шнидер. На Открытом чемпионате Австралии она третий сезон подряд проигрывает Мартине Хингис, на этот раз на стадии четвертьфинала. В начале мая Мэри вышла в финал грунтового турнира в Гамбурге, где проиграла Винус Уильямс. Через неделю Уильямс и Пирс вновь встретились в решающем матче уже на турнире в Риме и вновь сильнее оказалась американская спортсменка. На Открытом чемпионате Франции Пирс смогла выйти в полуфинал в женском парном разряде, где она сыграла в альянсе с Линдсей Дэвенпорт. В августе она выиграла парный приз турнира в Торонто, добыв победу совместно с Яной Новотной. В одиночном разряде в Торонто французская теннисистка смогла выйти в полуфинал. На Открытом чемпионате США она во второй раз в карьере вышла в четвертьфинал, а в парном разряде в команде с Барбарой Шетт добралась до полуфинала. В октябре в Фильдерштадте Пирс сумела выйти в финал, где проиграла Линдсей Дэвенпорт. На двух турнирах в Цюрихе и Лейпциге она вышла в полуфинал, а между ними завоевала титул на турнире в Линце, обыграв в финале Сандрин Тестю. На Итоговом чемпионате Пирс проиграла в четвертьфинале Мартине Хингис и завершила сезон на 5-й строчке рейтинга.
2000-03. Титулы на Ролан Гаррос и вторая победа в кубке Федерации.
2000 год стал самым успешным в карьере Пирс по выступлениям в парном разряде. В этом сезоне она стала сотрудничать с Мартиной Хингис. На Австралийском чемпионате их дуэт смог выйти в финал, где в борьбе за титул Большого шлема они проиграли Лизе Реймонд и Ренне Стаббс. В феврале Пирс и Хингис взяли парный приз турнира в Токио. В марте на престижном турнире в Индиан-Уэллсе Пирс обыграла в четвертьфинале одиночных соревнований Серену Уильямс, а в полуфинале уступила Мартине Хингис. В апреле Пирс смогла выиграть титул на турнире 1-й категории в Хилтон-Хед-Айленде. В финале француженка разгромила Аранчу Санчес Викарио со счётом 6-1, 6-0. В начале июня Пирс одержала свою вторую победу на турнире Большого шлема, победив на Открытом чемпионате Франции. В финале она выиграла у испанской теннисистки Кончиты Мартинес. Эта победа стала первой для француженок на Ролан Гаррос с 1967 года. Благодаря этому успеху, она поднялась на третье место в мировом рейтинге. Также Пирс смогла взять первый и единственный в карьере титул Большого шлема в женском парном разряде, победив во Франции в партнёрстве с Мартиной Хингис.
| Стадия  | Соперница (посев)    | Рейтинг | Счёт        |
| 1 раунд | Тара Снидер          | 88      | 6-3 6-1     |
| 2 раунд | Барбара Риттнер      | 107     | 6-1 6-1     |
| 3 раунд | Виржини Раззано (WC) | 351     | 6-4 6-0     |
| 4 раунд | Оса Карлссон         | 53      | 6-2 6-1     |
| 1/4     | Моника Селеш (3)     | 3       | 4-6 6-3 6-4 |
| 1/2     | Мартина Хингис (1)   | 1       | 6-4 5-7 6-2 |
| Финал   | Кончита Мартинес (5) | 5       | 6-2 7-5     |

В июле 2000 года в парном рейтинге Пирс поднялась на высшую в карьере третью строчку. В январе 2001 года Пирс сыграла в полуфинале турнира в Канберре. Сезон у Мэри продлился лишь до мая и в целом складывался неудачно.
Вновь на корте она появилась в начале сезона 2002 года. Первого заметного результата после возвращения она достигла в мае на Ролан Гаррос, где смогла дойти до четвертьфинала. Путь в полуфинал закрыла Серена Уильямс. Третий год подряд Пирс не доигрывает сезон до конца, завершив его в этот раз после Открытого чемпионата США.
На Открытом чемпионате Австралии 2003 Пирс вышла в четвертьфинал в парном разряде совместно с Рене Стаббс. На Больших шлемах в одиночках лучше всего в том сезоне Пирс сыграла на Уимблдоне и чемпионате США, пройдя на них в четвёртый раунд. Летом француженка в дуэте с Рене Стаббс выиграла парный трофей на турнире в Лос-Анджелесе, который стал для неё десятым и последним в карьере парным титулом WTA. Осенью Пирс дважды достигала полуфинала на турнирах в Фильдерштадте и Квебеке. В конце сезона Пирс помогла французской команде одержать победу в Кубке Федерации. Этот командный трофей стал вторым в карьере Пирс.
2004-06. Финалы во Франции и США. Завершение карьеры.
Начало сезона 2004 года Пирс пропустила и вышла на корт в феврале. На первом же в сезоне турнире в Париже она смогла выйти в финал, уступив только Ким Клейстерс. Победить на турнире Мэри удалось в июне, когда она стала чемпионкой турнира в Хертогенбосе. В решающем матче Пирс обыграла Клару Коукалову и этот титул стал первым в её карьере, завоеванным на травяном покрытии. В августе 29-летняя француженка сыграла на своей третьей Олимпиаде, которая прошла в Афинах. В одиночном разряде она дошла до четвертьфинала, проиграв там Жюстин Энен-Арденн, которая в том году в итоге стала Олимпийской чемпионкой.
2005 год стал самым успешным на завершающем этапе карьеры Пирс. На Открытом чемпионате Франции она преподнесла сюрприз. Находясь изначально на 21-м месте посева в четвертьфинале она выбила из борьбы первую ракетку мира Линдсей Дэвенпорт. Пройдя затем россиянку Елену Лиховцеву, Пирс в третий раз в карьере сыграла в финале Ролан Гаррос. Завоевать титул ей помешала Жюстин Энен-Арденн, разгромившая Мэри в двух сетах.
| Стадия  | Соперница (посев)       | Рейтинг | Счёт        |
| 1 раунд | Вера Душевина           | 49      | 6-2 7-5     |
| 2 раунд | Елена Костанич          | 62      | 6-1 6-0     |
| 3 раунд | Вера Звонарёва (9)      | 11      | 7-6(2) 7-5  |
| 4 раунд | Патти Шнидер (8)        | 10      | 6-1 1-6 6-4 |
| 1/4     | Линдсей Дэвенпорт (1)   | 1       | 6-3 6-2     |
| 1/2     | Елена Лиховцева (16)    | 19      | 6-1 6-1     |
| Финал   | Жюстин Энен-Арденн (10) | 12      | 1-6 1-6     |

На Уимблдонском турнире 2005 года Пирс во второй раз в карьере дошла до четвертьфинала, где её останавливает Вину Уильямс. В этом же сезоне она смогла взять на Уимблдоне титул Большого шлема в миксте, который она выиграла в паре с Махешом Бхупати. В августе Пирс победила на турнире 1-й категории в Сан-Диего. В финале она обыграла японку Ай Сугияму со счётом 6-0, 6-3. На Открытом чемпионате США Мэри Пирс смогла во второй раз в сезоне выйти в финал Большого шлема. По пути к нему она обыграла трёх тенниситок из Топ-10, но в финале не смогла справиться Ким Клейстерс. После этого выступления она смогла вернуться в Топ-10 мирового рейтинга, поднявшись на шестую строку.
| Стадия  | Соперница (посев)      | Рейтинг | Счёт            |
| 1 раунд | Мара Сантанджело       | 94      | 6-2 6-4         |
| 2 раунд | Катарина Среботник     | 50      | 6-3 6-2         |
| 3 раунд | Елена Янкович (17)     | 17      | 6-3 3-0 — отказ |
| 4 раунд | Жюстин Энен-Арденн (7) | 7       | 6-3 6-4         |
| 1/4     | Амели Моресмо (3)      | 3       | 6-4 6-1         |
| 1/2     | Елена Дементьева (6)   | 6       | 3-6 6-2 6-2     |
| Финал   | Ким Клейстерс (4)      | 4       | 3-6 1-6         |

В сентябре 2005 года Пирс приняла участие в финальном матче Кубка Федерации, где её сборная Франции в борьбе уступила сборной России со счётом 2-3. В октябре на Кубке Кремля в Москве Пирс завоевала свой последний в карьере титул, переиграв в финале турнира итальянку Франческу Скьявоне — 6-4, 6-3. В конце сезона Мэри Пирс имела ещё одно хорошее выступление на Итоговом чемпионате WTA. Она выиграла все три матча в своей группе (у Ким Клейстерс, Амели Моресмо и Елены Дементьевой) и вышла в полуфинал с первого места. Дальше она переиграла первую ракетку мира Линдсей Дэвенпорт (7-6(5), 7-6(6)) и заслужила право сыграть в финале. В матче за титул она встретилась с соотечественницей Амели Моресмо, которую обыгрывала по ходу группового этапа. На этот раз Пирс не смогла повторно обыграть Моресмо и проиграла со счётом 7-5, 6-7(3), 4-6. По итогам сезона 2005 года Мэри заняла 5-е место в мировом рейтинге.
2006 год стал последним в карьере 31-летней француженки. В феврале она сыграла свой последний финал на турнире WTA в Париже. Она проиграла Амели Моресмо со счётом 1-6, 6-7(2). Затем она не выступала в туре до августа из-за травм ноги и паха. Последним в карьере Мэри Пирс оказался турнир в Линце в октябре 2006 года. В матче второго раунда против Веры Звонарёвой во втором сете она порвала крестообразную связку и была вынуждена в декабре провести операцию. Несмотря на пропуск целого сезона 2007 года, Пирс планировала вернуться на корт в 2008 году, однако возвращение так и не состоялось и она объявила об окончательном завершении карьеры теннисистки.

## Рейтинг на конец года
| Год  | Одиночный рейтинг | Парный рейтинг |
| 2006 | 79                |                |
| 2005 | 5                 | 118            |
| 2004 | 29                | 86             |
| 2003 | 33                | 30             |
| 2002 | 52                | 223            |
| 2001 | 129               | 137            |
| 2000 | 7                 | 8              |
| 1999 | 5                 | 20             |
| 1998 | 7                 | 56             |
| 1997 | 7                 | 55             |
| 1996 | 24                |                |
| 1995 | 5                 | 104            |
| 1994 | 5                 | 35             |
| 1993 | 12                | 121            |
| 1992 | 13                | 39             |
| 1991 | 26                | 58             |
| 1990 | 107               | 74             |
| 1989 | 243               | 274            |

## Выступления на турнирах

### Финалы турниров Большого Шлема в одиночном разряде (6)

#### Победы (2)
| №  | Год  | Турнир                       | Покрытие | Соперница в финале    | Счёт    |
| 1. | 1995 | Открытый чемпионат Австралии | Хард     | Аранча Санчес-Викарио | 6-3 6-2 |
| 2. | 2000 | Открытый чемпионат Франции   | Грунт    | Кончита Мартинес      | 6-2 7-5 |

#### Поражения (4)
| №  | Дата | Турнир                         | Покрытие | Соперник в финале     | Счёт    |
| 1. | 1994 | Открытый чемпионат Франции     | Грунт    | Аранча Санчес-Викарио | 4-6 4-6 |
| 2. | 1997 | Открытый чемпионат Австралии   | Хард     | Мартина Хингис        | 2-6 2-6 |
| 3. | 2005 | Открытый чемпионат Франции (2) | Грунт    | Жюстин Энен-Арденн    | 1-6 1-6 |
| 4. | 2005 | Открытый чемпионат США         | Хард     | Ким Клейстерс         | 3-6 1-6 |

### Финалы Итоговых турнировWTAв одиночном разряде (2)

#### Поражения (2)
| №  | Год  | Турнир            | Покрытие | Соперница в финале | Счёт           |
| 1. | 1997 | Нью-Йорк, США     | Ковёр(i) | Яна Новотна        | 6-7(4) 2-6 3-6 |
| 2. | 2005 | Лос-Анджелес, США | Хард(i)  | Амели Моресмо      | 7-5 6-7(3) 4-6 |

### Финалы турнировWTAв одиночном разряде (41)

#### Победы (18)
| Легенда:                       |
| ------------------------------ |
| Турниры Большого Шлема (2+1+1) |
| Олимпиада (0)                  |
| Итоговый чемпионат года (0)    |
| 1-я категория (5+3)            |
| 2-я категория (5+5)            |
| 3-я категория (2)              |
| 4-я категория (1)              |
| 5-я категория (3+1)            |

| Титулы по покрытиям | Титулы по месту проведения матчей турнира |
| ------------------- | ----------------------------------------- |
| Хард (5+3)          | Зал (7+3)                                 |
| Грунт (6+4)         | Зал (7+3)                                 |
| Трава (1+0+1)       | Открытый воздух (11+7+1)                  |
| Ковёр (6+3)         | Открытый воздух (11+7+1)                  |

| №   | Дата             | Турнир                       | Покрытие | Соперник в финале     | Счёт            |
| 1.  | 14 июля 1991     | Палермо, Италия              | Грунт    | Сандра Чеккини        | 6-0 6-3         |
| 2.  | 23 февраля 1992  | Чезена, Италия               | Ковёр(i) | Катрин Танвье         | 6-1 6-1         |
| 3.  | 12 июля 1992     | Палермо, Италия (2)          | Грунт    | Бренда Шульц          | 6-1 6-7 6-1     |
| 4.  | 1 ноября 1992    | Сан-Хуан, Пуэрто-Рико        | Хард     | Джиджи Фернандес      | 6-1 7-5         |
| 5.  | 17 октября 1993  | Фильдерштадт, Германия       | Хард(i)  | Наталья Зверева       | 6-3 6-3         |
| 6.  | 29 января 1995   | Открытый чемпионат Австралии | Хард     | Аранча Санчес-Викарио | 6-3 6-2         |
| 7.  | 24 сентября 1995 | Токио, Япония                | Хард     | Аранча Санчес-Викарио | 6-3 6-3         |
| 8.  | 11 мая 1997      | Рим, Италия                  | Грунт    | Кончита Мартинес      | 6-4 6-0         |
| 9.  | 15 февраля 1998  | Париж, Франция               | Ковёр(i) | Доминик ван Рост      | 6-3 7-5         |
| 10. | 12 апреля 1998   | Амелия-Айленд, США           | Грунт    | Кончита Мартинес      | 6-7(8) 6-0 6-2  |
| 11. | 25 октября 1998  | Москва, Россия               | Ковёр(i) | Моника Селеш          | 7-6(2) 6-3      |
| 12. | 1 ноября 1998    | Люксембург                   | Ковёр(i) | Сильвия Фарина        | 6-0 2-0 — отказ |
| 13. | 31 октября 1999  | Линц, Австрия                | Ковёр(i) | Сандрин Тестю         | 7-6(2) 6-1      |
| 14. | 23 апреля 2000   | Хилтон-Хед-Айленд, США       | Грунт    | Аранча Санчес-Викарио | 6-1 6-0         |
| 15. | 11 июня 2000     | Открытый чемпионат Франции   | Грунт    | Кончита Мартинес      | 6-2 7-5         |
| 16. | 19 июня 2004     | Хертогенбос, Нидерланды      | Трава    | Клара Коукалова       | 7-6(6) 6-2      |
| 17. | 7 августа 2005   | Сан-Диего, США               | Хард     | Ай Сугияма            | 6-0 6-3         |
| 18. | 17 октября 2005  | Москва, Россия (2)           | Ковёр(i) | Франческа Скьявоне    | 6-4 6-3         |

#### Поражения (23)
| №   | Дата             | Турнир                         | Покрытие | Соперник в финале     | Счёт           |
| 1.  | 11 июля 1993     | Палермо, Италия                | Грунт    | Радка Бобкова         | 3-6 2-6        |
| 2.  | 27 марта 1994    | Хьюстон, США                   | Грунт    | Сабина Хак            | 5-7 4-6        |
| 3.  | 5 июня 1994      | Открытый чемпионат Франции     | Грунт    | Аранча Санчес-Викарио | 4-6 4-6        |
| 4.  | 2 октября 1994   | Лейпциг, Германия              | Ковёр(i) | Яна Новотна           | 5-7 1-6        |
| 5.  | 16 октября 1994  | Фильдерштадт, Германия         | Хард(i)  | Анке Хубер            | 4-6 2-6        |
| 6.  | 13 ноября 1994   | Филадельфия, США               | Ковер(i) | Анке Хубер            | 0-6 7-6(4) 5-7 |
| 7.  | 19 февраля 1995  | Париж, Франция                 | Ковёр(i) | Штеффи Граф           | 2-6 2-6        |
| 8.  | 8 октября 1995   | Цюрих, Швейцария               | Ковёр(i) | Ива Майоли            | 4-6 4-6        |
| 9.  | 14 апреля 1996   | Амелия-Айленд, США             | Грунт    | Ирина Спырля          | 7-6(7) 4-6 3-6 |
| 10. | 26 января 1997   | Открытый чемпионат Австралии   | Хард     | Мартина Хингис        | 2-6 2-6        |
| 11. | 7 апреля 1997    | Амелия-Айленд, США (2)         | Грунт    | Линдсей Дэвенпорт     | 2-6 3-6        |
| 12. | 18 мая 1997      | Берлин, Германия               | Грунт    | Мэри-Джо Фернандес    | 4-6 2-6        |
| 13. | 23 ноября 1997   | Итоговый чемпионат             | Ковёр(i) | Яна Новотна           | 6-7(4) 2-6 3-6 |
| 14. | 9 августа 1998   | Сан-Диего, США                 | Хард     | Линдсей Дэвенпорт     | 3-6 1-6        |
| 15. | 9 января 1999    | Голд-Кост, Австралия           | Хард     | Патти Шнидер          | 6-4 6-7(5) 2-6 |
| 16. | 2 мая 1999       | Гамбург, Германия              | Грунт    | Винус Уильямс         | 0-6 3-6        |
| 17. | 9 мая 1999       | Рим, Италия                    | Грунт    | Винус Уильямс         | 4-6 2-6        |
| 18. | 10 октября 1999  | Фильдерштадт, Германия (2)     | Хард(i)  | Мартина Хингис        | 4-6 1-6        |
| 19. | 15 февраля 2004  | Париж, Франция (2)             | Ковёр(i) | Ким Клейстерс         | 2-6 1-6        |
| 20. | 4 июня 2005      | Открытый чемпионат Франции (2) | Грунт    | Жюстин Энен-Арденн    | 1-6 1-6        |
| 21. | 10 сентября 2005 | Открытый чемпионат США         | Грунт    | Ким Клейстерс         | 3-6 1-6        |
| 22. | 13 ноября 2005   | Итоговый чемпионат (2)         | Хард(i)  | Амели Моресмо         | 7-5 6-7(3) 4-6 |
| 23. | 12 февраля 2006  | Париж, Франция (3)             | Ковёр(i) | Амели Моресмо         | 1-6 6-7(2)     |

### Финалы турниров Большого шлема в парном разряде (2)

#### Победы (1)
| №  | Год  | Турнир                     | Покрытие | Партнёрша      | Соперницы в финале                   | Счёт    |
| 1. | 2000 | Открытый чемпионат Франции | Грунт    | Мартина Хингис | Вирхиния Руано Паскуаль Паола Суарес | 6-2 6-4 |

#### Поражения (1)
| №  | Год  | Турнир                       | Покрытие | Партнёрша      | Соперницы в финале        | Счёт        |
| 1. | 2000 | Открытый чемпионат Австралии | Хард     | Мартина Хингис | Лиза Реймонд Ренне Стаббс | 4-6 7-5 4-6 |

### Финалы турнировWTAв парном разряде (16)

#### Победы (10)
| №   | Дата             | Турнир                         | Покрытие | Партнёрша               | Соперницы в финале                            | Счёт              |
| 1.  | 14 июля 1991     | Палермо, Италия                | Грунт    | Петра Лангрова          | Лаура Гарроне Мерседес Пас                    | 6-3 6-7 6-3       |
| 2.  | 22 сентября 1996 | Токио, Япония                  | Хард     | Аманда Кётцер           | Пак Сон Хи Ван Шитин                          | 6-1 7-6(5)        |
| 3.  | 4 мая 1997       | Гамбург, Германия              | Грунт    | Анке Хубер              | Руксандра Драгомир Ива Майоли                 | 2-6 7-6(1) 6-2    |
| 4.  | 12 апреля 1998   | Амелия-Айленд, США             | Грунт    | Сандра Касик            | Барбара Шетт Патти Шнидер                     | 7-6(5) 4-6 7-6(5) |
| 5.  | 25 октября 1998  | Москва, Россия                 | Ковёр(i) | Наталья Зверева         | Лиза Реймонд Ренне Стаббс                     | 6-3 6-4           |
| 6.  | 22 августа 1999  | Торонто, Канада                | Хард     | Яна Новотна             | Лариса Савченко-Нейланд Аранча Санчес-Викарио | 6-3 2-6 6-3       |
| 7.  | 7 ноября 1999    | Лейпциг, Германия              | Ковёр(i) | Лариса Савченко-Нейланд | Елена Лиховцева Ай Сугияма                    | 6-4 6-3           |
| 8.  | 6 февраля 2000   | Токио, Япония                  | Ковёр(i) | Мартина Хингис          | Натали Тозья Александра Фусаи                 | 6-4 6-1           |
| 9.  | 11 июня 2000     | Открытый чемпионат Франции (2) | Грунт    | Мартина Хингис          | Вирхиния Руано Паскуаль Паола Суарес          | 6-2 6-4           |
| 10. | 10 августа 2003  | Лос-Анджелес, США              | Хард     | Ренне Стаббс            | Елена Бовина Элс Калленс                      | 6-3 6-3           |

#### Поражения (6)
| №  | Дата            | Турнир                       | Покрытие | Партнёрша        | Соперницы в финале                 | Счёт        |
| 1. | 2 декабря 1990  | Сан-Паулу, Бразилия          | Грунт    | Луэнн Спейди     | Беттина Фулко Ева Швиглерова       | 5-7 4-6     |
| 2. | 15 ноября 1992  | Филадельфия, США             | Ковёр(i) | Кончита Мартинес | Наталья Зверева Джиджи Фернандес   | 1-6 3-6     |
| 3. | 20 февраля 1994 | Париж, Франция               | Ковёр(i) | Андреа Темешвари | Сабин Аппелманс Лоранс Куртуа      | 4-6 4-6     |
| 4. | 15 января 2000  | Сидней, Австралия            | Хард     | Мартина Хингис   | Жюли Алар-Декюжи Ай Сугияма        | 0-6 3-6     |
| 5. | 30 января 2000  | Открытый чемпионат Австралии | Хард     | Мартина Хингис   | Лиза Реймонд Ренне Стаббс          | 4-6 7-5 4-6 |
| 6. | 21 июня 2003    | Хертогенбос, Нидерланды      | Трава    | Надежда Петрова  | Елена Дементьева Лина Красноруцкая | 6-2 3-6 4-6 |

### Финалы турниров Большого Шлема в смешанном парном разряде (1)

#### Победы (1)
| №  | Год  | Турнир   | Покрытие | Партнёр       | Соперники в финале           | Счёт    |
| 1. | 2005 | Уимблдон | Трава    | Махеш Бхупати | Татьяна Перебийнис Пол Хенли | 6-4 6-2 |

### Финалы командных турниров (4)

#### Победы (2)
| №  | Год  | Турнир              | Команда                                        | Соперник в финале                                    | Счёт |
| 1. | 1997 | Кубок Федерации     | Франция М.Пирс, С.Тестю, Н.Тозья, А.Фусаи      | Нидерланды Б.Шульц, М.Ореманс, М.Боллеграф, К.Вис    | 4-1  |
| 2. | 2003 | Кубок Федерации (2) | Франция А.Моресмо, М.Пирс, Э.Луа, С.Коэн-Алоро | США Л.Реймонд, М.Шонесси, А.Стивенсон, М.Навратилова | 4-1  |

#### Поражения (2)
| №  | Год  | Турнир          | Команда                    | Соперник в финале                        | Счёт в финале |
| 1. | 1998 | Кубок Хопмана   | Франция · М.Пирс, С.Пьолин | Словакия · К.Габшудова, К.Кучера         | 1-2           |
| 2. | 2005 | Кубок Федерации | Франция А.Моресмо, М.Пирс  | Россия Е.Дементьева, А.Мыскина, Д.Сафина | 2-3           |

## История выступлений на турнирах
| Турнир                       | 1990  | 1991  | 1992  | 1993          | 1994          | 1995          | 1996  | 1997          | 1998          | 1999          | 2000  | 2001          | 2002          | 2003          | 2004  | 2005  | 2006  | Итог   | В/П за карьеру |
| ---------------------------- | ----- | ----- | ----- | ------------- | ------------- | ------------- | ----- | ------------- | ------------- | ------------- | ----- | ------------- | ------------- | ------------- | ----- | ----- | ----- | ------ | -------------- |
| Турниры Большого Шлема       |       |       |       |               |               |               |       |               |               |               |       |               |               |               |       |       |       |        |                |
| Открытый чемпионат Австралии | -     | -     | -     | 1/4           | 4Р            | П             | 2Р    | Ф             | 1/4           | 1/4           | 4Р    | 3Р            | 1Р            | 2Р            | -     | 1Р    | 2Р    | 1 / 13 | 36-12          |
| Открытый чемпионат Франции   | 2Р    | 3Р    | 4Р    | 4Р            | Ф             | 4Р            | 3Р    | 4Р            | 2Р            | 2Р            | П     | -             | 1/4           | 1Р            | 3Р    | Ф     | -     | 1 / 15 | 44-14          |
| Уимблдон                     | -     | -     | -     | -             | -             | 2Р            | 1/4   | 4Р            | 1Р            | 4Р            | 2Р    | -             | 3Р            | 4Р            | 1Р    | 1/4   | -     | 0 / 10 | 21-10          |
| Открытый чемпионат США       | К     | 3Р    | 4Р    | 4Р            | 1/4           | 3Р            | -     | 4Р            | 4Р            | 1/4           | 4Р    | -             | 1Р            | 4Р            | 4Р    | Ф     | 3Р    | 0 / 14 | 41-14          |
| Итог                         | 0 / 1 | 0 / 2 | 0 / 2 | 0 / 3         | 0 / 3         | 1 / 4         | 0 / 3 | 0 / 4         | 0 / 4         | 0 / 4         | 1 / 4 | 0 / 1         | 0 / 4         | 0 / 4         | 0 / 3 | 0 / 4 | 0 / 2 | 2 / 52 |                |
| В/П в сезоне                 | 1-1   | 4-2   | 6-2   | 10-3          | 13-3          | 13-3          | 7-3   | 15-4          | 8-4           | 12-4          | 14-3  | 2-1           | 6-4           | 7-4           | 5-3   | 16-4  | 3-2   |        | 142-50         |
| Олимпийские игры             |       |       |       |               |               |               |       |               |               |               |       |               |               |               |       |       |       |        |                |
| Летняя олимпиада             | НП    | НП    | 2Р    | Не проводился | Не проводился | Не проводился | 2Р    | Не проводился | Не проводился | Не проводился | -     | Не проводился | Не проводился | Не проводился | 1/4   | НП    | НП    | 0 / 3  | 5-3            |
| Финал тура WTA               | -     | -     | -     | 1/2           | 1/2           | 1Р            | -     | Ф             | 1/4           | 1/4           | -     | -             | -             | -             | -     | Ф     | -     | 0 / 7  | 13-7           |